# Sōichirō Fukaminato
Sōichirō Fukaminato (japanisch 深港 壮一郎 Fukaminato Sōichirō; * 12. August 2000 in Kagoshima, Präfektur Kagoshima) ist ein japanischer Fußballspieler.

## Karriere
Sōichirō Fukaminato erlernte das Fußballspielen in der Schulmannschaft der Kamimura Gakuen High School sowie in der Universitätsmannschaft der Risshō-Universität. Seinen ersten Vertrag unterschrieb er am 1. Februar 2023 beim FC Machida Zelvia. Der Verein aus Machida spielte in der zweiten japanischen Liga. Ende Juni 2023 wechselte er auf Leihbasis zum Drittligisten Kamatamare Sanuki. Für den Verein aus Takamatsu bestritt er 34 Drittligaspiele. Die Saison 2025 wurde er an den Zweitligisten Blaublitz Akita verliehen.